# Vila Verde (Felgueiras)
Pour les articles homonymes, voir Vila Verde (homonymie).
Vila Verde est une freguesia (« paroisse civile ») du Portugal, rattachée au concelho (« municipalité ») de Felgueiras et située dans le district de Braga, Portugal :

## Organes de la paroisse
- L'assemblée de paroisse est présidée par António Braga da Silveira (groupe "PPD/PSD").
- Le conseil de paroisse est présidé par José Miranda Coelho (groupe "PPD/PSD").